# Fußball-Weltmeisterschaft 2014/Statistik
Dieser Artikel gibt einen Überblick über die Rekorde und Statistiken zur Fußball-Weltmeisterschaft 2014. Vereinsbezogene Daten sind vom Stand zum Ende der Saison 2013/2014.

## Spieler
- Gianluigi Buffon (Italien) stand zum fünften Mal im Aufgebot für eine Weltmeisterschaft. Er zieht damit mit Antonio Carbajal und Lothar Matthäus gleich, den bisher einzigen Spielern mit 5 Teilnahmen. Während diese Spieler jedoch bei jeder ihrer WM-Teilnahmen auch mindestens einmal auf dem Platz standen, wurde Buffon bei seiner ersten Teilnahme 1998 nicht eingesetzt.
- Samuel Eto’o (Kamerun) wurde schon bei der WM 1998 eingesetzt, bestritt jedoch erst seine vierte Weltmeisterschaft (2006 war Kamerun nicht qualifiziert).
- Ihre vierte Weltmeisterschaft (jeweils nach 2002, 2006 und 2010) bestritten auch DaMarcus Beasley (USA), Iker Casillas (Spanien), Miroslav Klose (Deutschland), Rafael Márquez (Mexiko) und Xavi (Spanien).
- Miroslav Klose (Deutschland), der vor 2014 auf 19 WM-Spiele kam, war der einzige Teilnehmer, der den Rekord von Lothar Matthäus mit 25 WM-Spielen hätte überbieten können. Da Klose im ersten Gruppenspiel Deutschlands und im Achtelfinale nicht eingesetzt wurde, ist er nun mit 24 WM-Spielen der Spieler mit den zweitmeisten WM-Spielen. Klose wurde dabei in 86 % der Spiele eingesetzt, während Matthäus nur in 81 % der Spiele zum Einsatz kam. Der nun mit 23 Spielen auf dem dritten Platz liegende Italiener Paolo Maldini wurde dagegen zwischen 1990 und 2002 in allen Spielen der italienischen Mannschaft eingesetzt.
- Obwohl der Weltmeisterschaftstitel 2014 der erste Sieg einer gesamtdeutschen Mannschaft war, war allein Toni Kroos auf dem Gebiet der ehemaligen DDR geboren und aufgewachsen. Mit Miroslav Klose und Lukas Podolski wurden erstmals zwei in Polen geborene Spieler Weltmeister.
- Insgesamt nahmen 20 Spieler teil, die bereits bei einer vorangegangenen Weltmeisterschaft den Titel gewonnen haben (vier Italiener und 16 Spanier, womit Spanien den Rekord von Frankreich von 2002 steigerte). Alle schieden nach der Vorrunde aus, so dass kein aktiver Spieler zum zweiten Mal Weltmeister werden konnte.
- Ältester Teilnehmer war der kolumbianische Torhüter Faryd Mondragón, der am 21. Juni 1971 geboren wurde und bereits 1998 teilnahm. Er wurde am 24. Juni, im letzten Gruppenspiel seiner Mannschaft, in der 85. Spielminute eingewechselt und wurde mit 43 Jahren zum ältesten WM-Spieler aller Zeiten.
- Ältester Feldspieler war der Kapitän der kolumbianischen Mannschaft Mario Yepes mit 39 Jahren. Er kam in vier Spielen zum Einsatz und fehlte nur im letzten Gruppenspiel gegen Japan.
- Jüngster Teilnehmer war der Kameruner Fabrice Olinga, der am 12. Mai 1996 geboren wurde. Er kam aber – als einziger Feldspieler seiner Mannschaft – zu keinem Einsatz.
- Jüngster Spieler, der zum Einsatz kam, war der Engländer Luke Shaw, der beim letzten Gruppenspiel gegen Costa Rica 18 Jahre und 347 Tage alt war.
- Xherdan Shaqiri (Schweiz) schoss im letzten Gruppenspiel gegen Honduras den 50. Hattrick in der Geschichte der Weltmeisterschaft.
- Die Halbbrüder Jérôme Boateng (Deutschland) und Kevin-Prince Boateng (Ghana) spielten mit ihren Mannschaften wie schon 2010 in der Vorrunde gegeneinander.
- Acht Spieler absolvierten während der WM ihr 100. Länderspiel: Wesley Sneijder (Niederlande) am 13. Juni, Mario Yepes (Kolumbien) am 19. Juni, Javier Mascherano (Argentinien) und Per Mertesacker (Deutschland) am 21. Juni, Sergei Ignaschewitsch (Russland) am 22. Juni, Andrés Iniesta (Spanien) am 23. Juni, Joseph Yobo als erster Nigerianer am 25. Juni und Dirk Kuyt (Niederlande) im Achtelfinale am 29. Juni 2014. Der bisherige Höchstwert war 5 bei der WM 2002. Für Tim Howard (USA) war das erste Gruppenspiel das 100. von der FIFA gezählte Spiel. Der US-Verband zählte bereits das Spiel am 7. Juni 2014 als sein 100. Länderspiel, da er auch ein Spiel gegen Guadeloupe beim CONCACAF Cup mitzählt, obwohl Guadeloupe nicht Mitglied der FIFA ist.
- Der UEFA-Champions-League-Sieger von 2013/14 (Real Madrid) stellte zwei Teilnehmer der Finalisten: Ángel Di María (Argentinien) und Sami Khedira (Deutschland). Keiner von beiden spielte im Finale.
- Durch den Sieg Deutschlands im Finale waren 7 Spieler doppelte Weltmeister, d. h., sie holten mit dem FC Bayern München die FIFA-Klub-Weltmeisterschaft sowie den Weltmeistertitel in Brasilien: Manuel Neuer, Philipp Lahm, Jérôme Boateng, Toni Kroos, Bastian Schweinsteiger, Mario Götze und Thomas Müller. Jeder einzelne von ihnen stand im WM-Finale auf dem Platz.
- Alle Mannschaften setzten mindestens einen Spieler aus der heimischen Liga ein, aber nur Russland setzte ausschließlich Spieler der heimischen Liga ein. In der folgenden Tabelle ist für jeden Kader die Zahl der Spieler in der heimischen Liga und in ausländischen Ligen der verschiedenen Kontinentalverbände zusammengefasst (Stand: vor der WM). So spielten z. B. 16 Spieler der deutschen Mannschaft in der Bundesliga, sieben in anderen europäischen Ligen. Von den afrikanischen Mannschaften spielten zehn Spieler in heimischen Ligen, vier in anderen afrikanischen Ligen, 99 in europäischen und zwei in asiatischen Ligen. In europäischen Ligen spielten außerdem 146 Spieler aus dem europäischen Ausland, 88 aus Südamerika, 40 aus Asien und 37 aus Nord- und Mittelamerika. Insgesamt standen in den WM-Kadern 562 in Europa tätige Spieler, das sind 76,4 % aller Kadermitglieder. 1950, bei der ersten WM in Brasilien, setzte nur Chile mit dem bei Newcastle United spielenden George Robledo, der im Alter von 5 Jahren mit seinen Eltern nach England ausgewandert war, einen Spieler aus einer fremden Liga ein.

|                         | Afrika | Asien und Australien | Europa | Nord- und Mittelamerika | Ozeanien | Südamerika | Heimat |
| ----------------------- | ------ | -------------------- | ------ | ----------------------- | -------- | ---------- | ------ |
| Russland                |        |                      |        |                         |          |            | 23     |
| England                 |        |                      | 1      |                         |          |            | 22     |
| Italien                 |        |                      | 3      |                         |          |            | 20     |
| Deutschland             |        |                      | 7      |                         |          |            | 16     |
| Mexiko                  |        |                      | 8      |                         |          |            | 15     |
| Griechenland            |        |                      | 9      |                         |          |            | 14     |
| Iran                    |        | 2                    | 6      | 1                       |          |            | 14     |
| Spanien                 |        |                      | 9      |                         |          |            | 14     |
| Niederlande             |        |                      | 10     |                         |          |            | 13     |
| Honduras                |        | 1                    | 6      | 4                       |          |            | 12     |
| Japan                   |        |                      | 12     |                         |          |            | 11     |
| USA                     |        |                      | 12     | 1                       |          |            | 9      |
| Costa Rica              |        |                      | 11     | 3                       |          |            | 9      |
| Ecuador                 |        | 2                    | 4      | 7                       |          | 2          | 8      |
| Frankreich              |        |                      | 15     |                         |          |            | 8      |
| Portugal                |        |                      | 15     |                         |          |            | 8      |
| Australien              |        | 3                    | 12     | 1                       |          |            | 7      |
| Schweiz                 |        |                      | 16     |                         |          |            | 7      |
| Südkorea                |        | 7                    | 10     |                         |          |            | 6      |
| Chile                   |        |                      | 15     |                         |          | 3          | 5      |
| Brasilien               |        |                      | 18     | 1                       |          |            | 4      |
| Nigeria                 |        |                      | 19     |                         |          |            | 4      |
| Argentinien             |        |                      | 19     | 1                       |          |            | 3      |
| Belgien                 |        |                      | 20     |                         |          |            | 3      |
| Kolumbien               |        |                      | 16     |                         |          | 4          | 3      |
| Kroatien                |        |                      | 20     |                         |          |            | 3      |
| Kamerun                 |        |                      | 21     |                         |          |            | 2      |
| Algerien                | 1      | 1                    | 19     |                         |          |            | 2      |
| Bosnien und Herzegowina |        | 1                    | 21     |                         |          |            | 1      |
| Ghana                   | 3      | 1                    | 18     |                         |          |            | 1      |
| Elfenbeinküste          |        |                      | 22     |                         |          |            | 1      |
| Uruguay                 |        | 1                    | 16     | 1                       |          | 4          | 1      |

|                         | Afrika | Asien und Australien | Europa | Nord- und Mittelamerika | Ozeanien | Südamerika | Heimat |
| ----------------------- | ------ | -------------------- | ------ | ----------------------- | -------- | ---------- | ------ |
| Afrika                  | 4      | 2                    | 99     |                         |          |            | 10     |
| Asien und Australien    |        | 12                   | 40     | 2                       |          |            | 38     |
| Europa                  |        | 1                    | 146    |                         |          |            | 152    |
| Nord- und Mittelamerika |        | 1                    | 37     | 8                       |          |            | 46     |
| Südamerika              |        | 3                    | 88     | 10                      |          | 13         | 24     |
| Summe (Legionäre)       | 4      | 19                   | 410    | 20                      | 0        | 13         | 270    |
| Summe (Insgesamt)       | 14     | 57                   | 562    | 66                      | 0        | 37         |        |

- Die meisten Spieler (114) waren bei 28 Vereinen in England tätig, der größte Teil von ihnen in der Premier League, manche auch in unterklassigen Ligen.
- Der FC Bayern München und Manchester United stellten die meisten WM-Teilnehmer: jeweils 14
- Im Kader Algeriens standen Spieler aus 23 verschiedenen Vereinen.
- Von den nicht qualifizierten Verbänden sind in der Türkei die meisten Spieler tätig: 26

## Trainer
- 14 Mannschaften wurden von ausländischen Trainern betreut.
- Die meisten Trainer kamen aus Deutschland (vier), je drei aus Argentinien, Italien, Kolumbien und Portugal, wobei die kolumbianischen Trainer nur andere Mannschaften betreuen. Je drei Trainer aus Argentinien und Deutschland erreichten mit ihren Mannschaften das Achtelfinale, alle anderen Länder stellten nur einen Trainer im Achtelfinale. Im Viertelfinale stellte Argentinien mit zwei Trainern die meisten.
- Kein Trainer kam aus einem Land, das sich nicht selber für die WM qualifiziert hatte. Im Achtelfinale waren aber zwei Trainer aus Ländern (Bosnien-Herzegowina und Portugal) vertreten, die in der Vorrunde ausschieden.
- Die dienstältesten Teamchefs der WM waren Joachim Löw und Óscar Tabárez, die seit 2006 die deutsche bzw. uruguayische Auswahl betreuen. Tabárez war allerdings zuvor bereits von 1988 bis 1990 Trainer Uruguays, während Löw bereits als Co-Trainer seit 2004 für die deutsche Auswahl tätig war. Beide, sowie Ottmar Hitzfeld mit der Schweiz, Fabio Capello mit England (nun Russland), Carlos Queiroz mit Portugal (nun Iran), Reinaldo Rueda mit Honduras (nun Ecuador) waren auch bereits bei der letzten WM tätig.
- Zwei Trainer (Didier Deschamps/1998 und Jürgen Klinsmann/1990) konnten bereits als Spieler Weltmeister werden, schieden aber als Trainer in der K.-o.-Runde aus.
- Zwei Trainer (Luiz Felipe Scolari/2002 und Vicente del Bosque/2010) konnten mit ihrer Mannschaft schon einmal Weltmeister werden. Vicente del Bosque hätte als erster Trainer nach Vittorio Pozzo (1934 und 1938) den Titel verteidigen können, Spanien schied aber bereits in der Vorrunde aus.
- Ältester Trainer war Fabio Capello mit 68 Jahren, der damit der viertälteste WM-Trainer überhaupt ist.
- Jüngster Trainer war Sabri Lamouchi, der Trainer der Elfenbeinküste, mit 42 Jahren.
- Niko Kovač, der sein Amt erst vor den Playoff-Spielen antrat, wurde von seinem Bruder Robert als Co-Trainer unterstützt.
- Im Achtelfinale zwischen Costa Rica und Griechenland wurde der Trainer der Griechen, der Portugiese Fernando Santos vor dem Elfmeterschießen auf die Tribüne verbannt.

## Tore
- Mit 171 Toren wurde der Torrekord bei Endrunden mit 32 Mannschaften von 1998 eingestellt. Die meisten Tore (18) erzielte Deutschland.[1]
- Die torreichsten Spiele des Turniers:
  - 8 Tore: Brasilien–Deutschland 1:7 (Halbfinale)
  - 7 Tore: Schweiz–Frankreich 2:5 (Vorrunde, Gruppe E)
  - 6 Tore: Spanien–Niederlande 1:5 (Vorrunde, Gruppe B), Südkorea–Algerien 2:4 (Vorrunde, Gruppe H)
  - 5 Tore: Australien–Niederlande 2:3 (Vorrunde, Gruppe B), Kamerun–Brasilien 1:4 (Vorrunde, Gruppe A), Japan–Kolumbien 1:4 (Vorrunde, Gruppe C), Nigeria–Argentinien 2:3 (Vorrunde, Gruppe F)
- Erstmals fiel das erste Tor der Vorrunde durch ein Eigentor. Es war zudem das erste WM-Eigentor Brasiliens.
- Das früheste Tor erzielte Clint Dempsey in der 31. Sekunde des Spiels der USA gegen Ghana.
- Toni Kroos erzielte im Halbfinalspiel gegen Brasilien mit zwei Toren innerhalb von 69 Sekunden den schnellsten Doppelpack in der Geschichte der Fußball-Weltmeisterschaften.[2]
- Deutschland erzielte zum 8. Mal und zum vierten Mal in Folge im Auftaktspiel mindestens vier Tore.
- Spanien musste bereits in den ersten zwei Spielen mehr Gegentore (7) hinnehmen als in den Spielen der Weltmeisterschaft 2010 (2) sowie der Europameisterschaften 2008 (3) und 2012 (1) zusammen.
- Mit 14 Gegentoren erhielt Brasilien mehr Gegentore als alle Gastgeber zuvor. Bisheriger Negativrekord: Schweiz 11 Gegentore in vier Spielen (nach wie vor schlechteste Quote mit 2,75 Gegentoren pro Spiel) bei der Fußball-Weltmeisterschaft 1954.
- Miroslav Klose erzielte im Spiel der deutschen Mannschaft gegen Ghana mit seinem ersten Ballkontakt nach der Einwechslung sein 15. WM-Tor und stellte damit den Rekord des Brasilianers Ronaldo ein. Im Halbfinale gegen Brasilien erzielte er sein 16. Tor und wurde zum alleinigen Rekordhalter.
- Thomas Müller (Deutschland) erzielte bei zwei Weltmeisterschaften in Folge jeweils mindestens fünf Tore. Das gelang zuvor nur seinem Landsmann Miroslav Klose (2002 und 2006); zudem erzielte der Peruaner Teófilo Cubillas 1970 und 1978 je fünf Treffer. Müller ist auch der erste Torschützenkönig, dem bei der folgenden WM fünf Tore gelangen. Zuvor konnten nur Gerd Müller (Torschützenkönig 1970), Gary Lineker (Torschützenkönig 1986) und Miroslav Klose (Torschützenkönig 2006) bei der folgenden WM jeweils vier Tore erzielen.
- Cristiano Ronaldo (Portugal) erzielte im letzten Gruppenspiel gegen Ghana sein 50. Länderspieltor
- Mit James Rodríguez wurde erstmals ein Kolumbianer Torschützenkönig und mit Thomas Müller erhielt erstmals der Torschützenkönig der vorherigen WM den Silbernen Schuh für den zweitbesten Torschützen.
- 18 Tore wurden von Spielern des FC Bayern München erzielt, gefolgt vom FC Barcelona mit 10 Treffern und Manchester United mit 9.

## Nationenvergleich nach Toren
Die folgende Tabelle ist nach der Tordifferenz sortiert. Bei Gleichstand steht die Mannschaft mit mehr erzielten Toren weiter oben. Wie auch in der ewigen Tabelle werden hier für jedes Spiel (und nicht nur für die Gruppenspiele) Punkte verteilt. Spiele, die im Elfmeterschießen entschieden wurden, zählen als Unentschieden und werden ohne die beim Elfmeterschießen gefallenen Tore aufgeführt.
| Rang   | Nation                  | Spiele | S  | U  | N  | Tore | Gegentore | Diff. | Punkte | WM-Platz. |
| ------ | ----------------------- | ------ | -- | -- | -- | ---- | --------- | ----- | ------ | --------- |
| 1.     | Deutschland             | 7      | 6  | 1  | 0  | 18   | 4         | +14   | 19     | 1.        |
| 2.     | Niederlande             | 7      | 5  | 2  | 0  | 15   | 4         | +11   | 17     | 3.        |
| 3.     | Kolumbien               | 5      | 4  | 0  | 1  | 12   | 4         | +8    | 12     | 5.        |
| 4.     | Frankreich              | 5      | 3  | 1  | 1  | 10   | 3         | +7    | 10     | 7.        |
| 5.     | Argentinien             | 7      | 5  | 1  | 1  | 8    | 4         | +4    | 16     | 2.        |
| 6.     | Belgien                 | 5      | 4  | 0  | 1  | 6    | 3         | +3    | 12     | 6.        |
| 7.     | Costa Rica              | 5      | 2  | 3  | 0  | 5    | 2         | +3    | 9      | 8.        |
| 8.     | Chile                   | 4      | 2  | 1  | 1  | 6    | 4         | +2    | 7      | 9.        |
| 9.     | Mexiko                  | 4      | 2  | 1  | 1  | 5    | 3         | +2    | 7      | 10.       |
| 10.    | Schweiz                 | 4      | 2  | 0  | 2  | 7    | 7         | ±0    | 6      | 11.       |
| 11.    | Algerien                | 4      | 1  | 1  | 2  | 7    | 7         | ±0    | 4      | 14.       |
| 12.    | Kroatien                | 3      | 1  | 0  | 2  | 6    | 6         | ±0    | 3      | 19.       |
| 13.    | Bosnien und Herzegowina | 3      | 1  | 0  | 2  | 4    | 4         | ±0    | 3      | 20.       |
| 14.    | Ecuador                 | 3      | 1  | 1  | 1  | 3    | 3         | ±0    | 4      | 17.       |
| 15.    | Vereinigte Staaten      | 4      | 1  | 1  | 2  | 5    | 6         | −1    | 4      | 15.       |
| 16.    | Elfenbeinküste          | 3      | 1  | 0  | 2  | 4    | 5         | −1    | 3      | 21.       |
| 17.    | Italien                 | 3      | 1  | 0  | 2  | 2    | 3         | −1    | 3      | 22.       |
| 18.    | Russland                | 3      | 0  | 2  | 1  | 2    | 3         | −1    | 2      | 24.       |
| 19.    | Uruguay                 | 4      | 2  | 0  | 2  | 4    | 6         | −2    | 6      | 12.       |
| 20.    | Ghana                   | 3      | 0  | 1  | 2  | 4    | 6         | −2    | 1      | 25.       |
| 21.    | Griechenland            | 4      | 1  | 2  | 1  | 3    | 5         | −2    | 5      | 13.       |
| 22.    | Nigeria                 | 4      | 1  | 1  | 2  | 3    | 5         | −2    | 4      | 16.       |
| 23.    | England                 | 3      | 0  | 1  | 2  | 2    | 4         | −2    | 1      | 26.       |
| 24.    | Brasilien               | 7      | 3  | 2  | 2  | 11   | 14        | −3    | 11     | 4.        |
| 25.    | Portugal                | 3      | 1  | 1  | 1  | 4    | 7         | −3    | 4      | 18.       |
| 26.    | Spanien                 | 3      | 1  | 0  | 2  | 4    | 7         | −3    | 3      | 23.       |
| 27.    | Südkorea                | 3      | 0  | 1  | 2  | 3    | 6         | −3    | 1      | 27.       |
| 28.    | Iran                    | 3      | 0  | 1  | 2  | 1    | 4         | −3    | 1      | 28.       |
| 29.    | Japan                   | 3      | 0  | 1  | 2  | 2    | 6         | −4    | 1      | 29.       |
| 30.    | Australien              | 3      | 0  | 0  | 3  | 3    | 9         | −6    | 0      | 30.       |
| 31.    | Honduras                | 3      | 0  | 0  | 3  | 1    | 8         | −7    | 0      | 31.       |
| 32.    | Kamerun                 | 3      | 0  | 0  | 3  | 1    | 9         | −8    | 0      | 32.       |
| Gesamt | Gesamt                  | 64     | 51 | 13 | 51 | 171  | 171       | ±0    | 166    |           |

## Platzverweise
- Die erste Rote Karte sah Maxi Pereira aus Uruguay in der 4. Minute der Nachspielzeit des Spiels gegen Costa Rica.
- Die erste Gelb-Rote Karte sah Wilson Palacios aus Honduras in der 43. Minute des Spiels gegen Frankreich.
- Der Kameruner Alex Song erhielt im Spiel gegen Kroatien die Rote Karte. Sein Cousin Rigobert Song hatte bei den Endrunden 1994 im Spiel gegen Brasilien und 1998 gegen Chile die Rote Karte erhalten.

## Gruppenphase
- Zum ersten Mal schieden sowohl der Titelverteidiger (Spanien) als auch dessen Vorgänger (Italien) in der Gruppenphase aus.
- Costa Rica – in eine Gruppe mit drei ehemaligen Weltmeistern gelost – und Kolumbien wurden erstmals Gruppensieger.
- Belgien und Kolumbien gewannen zum ersten Mal drei Spiele der Gruppenphase und vier Spiele in Folge.
- Griechenland ist die erste Mannschaft, die als Gruppenzweiter mit einer Tordifferenz von −2 das Achtelfinale erreichte.

## Finalrunde
- Zum ersten Mal seit Einführung des Achtelfinales 1986 erreichten drei Mannschaften der CONCACAF und zwei Mannschaften der CAF das Achtelfinale. Wie 2010 erreichten sechs Mannschaften der UEFA und fünf Mannschaften der CONMEBOL das Achtelfinale. Dagegen schieden alle asiatischen Mannschaften (inkl. Australien) als Gruppenletzte in der Vorrunde aus.
- Zum ersten Mal gab es im Achtelfinale kein rein europäisches Duell.
- Zum ersten Mal gab es im Achtelfinale zwei rein südamerikanische Duelle.
- Algerien und Griechenland waren erstmals für das Achtelfinale qualifiziert.
- Chile scheiterte bei seiner vierten Teilnahme an einer K.-o.-Runde (nach 1962, 1998 und 2010) zum vierten Mal an Brasilien.
- Mexiko schied zum sechsten Mal in Folge im Achtelfinale aus.
- Beim Achtelfinale Niederlande–Mexiko wurde erstmals bei einer Fußballweltmeisterschaft das Spiel hitzebedingt für offizielle Abkühlpausen unterbrochen.[3]
- Deutschland erreichte zum 16. Mal in Folge die Runde der letzten acht Mannschaften (ununterbrochen seit 1954).
- Kolumbien und Costa Rica erreichten erstmals das Viertelfinale.
- Erstmals haben sich alle Gruppensieger für das Viertelfinale qualifiziert.
- Deutschland erreichte als erste Mannschaft zum vierten Mal in Folge das Halbfinale.
- Ravshan Ermatov (Usbekistan) leitete im Viertelfinale mit dem Spiel Niederlande gegen Costa Rica sein 9. WM-Spiel und ist damit alleiniger WM-Rekordschiedsrichter.
- Die Niederlande konnten erstmals ein WM-Spiel, das in die Verlängerung ging, für sich entscheiden. Zuvor hatten sie 4 Spiele in der Verlängerung (1938, 1978, 2010) oder im Elfmeterschießen (1998) verloren.
- Erstmals gab es im Halbfinale zwei Duelle zwischen Südamerika und Europa.
- Im Viertelfinalspiel Niederlande gegen Costa Rica wurde erstmals in einem WM-Spiel kurz vor dem Elfmeterschießen ein Torhüter ausgewechselt. Der eingewechselte Torhüter Tim Krul hielt zwei Elfmeter und sicherte so den Halbfinaleinzug der Niederländer.
- Die 1:7-Niederlage Brasiliens im Halbfinale gegen Deutschland, das auch „Mineiraço“ genannt wird, ist die höchste Niederlage eines WM-Gastgebers. Sieben Gegentreffer in einem Spiel hatte zuvor nur ein Gastgeber hinnehmen müssen: 1954 unterlag die Schweiz mit 5:7 im Viertelfinalspiel gegen Österreich, das als „Hitzeschlacht von Lausanne“ bekannt wurde.
- Zudem ist die Partie zwischen Brasilien und Deutschland mit acht Treffern das torreichste Halbfinale und das erste, das mit sechs Toren Unterschied gewonnen wurde. Die bisher höchsten Halbfinalsiege gelangen in den Spielen Argentinien–USA und Uruguay–Jugoslawien (beide 1930) sowie Deutschland–Österreich (1954) mit je 6:1. Sieben Tore waren auch 1958 im Halbfinale zwischen Brasilien und Frankreich (5:2) und 1970 im „Jahrhundertspiel“ Italien–Deutschland (4:3 n. V.) gefallen.
- Brasilien verlor zum ersten Mal seit 1938 ein WM-Halbfinale. Seitdem hatte es nur 1974 und 1978 im Spiel um Platz 3 gestanden, als kein Halbfinale ausgespielt wurde.
- Deutschland und Argentinien trafen bereits zum dritten Mal nach 1986 und 1990 im Endspiel aufeinander. Zwischen Brasilien und Italien gab es zwei Endspiele, alle anderen Finalpaarungen waren einmalig.
- Zum ersten Mal seit 1990 verlor die Mannschaft, die im Halbfinale am späteren Weltmeister scheiterte, anschließend auch das Spiel um Platz 3 – auch damals hieß der Weltmeister Deutschland.

## Auswirkungen auf die FIFA-Weltrangliste
Deutschland wurde durch die Siege bei der WM-Endrunde (unter anderen gegen die Länder auf Platz 3 bis 5 der Weltrangliste) erstmals seit 1994 wieder alleiniger Weltranglistenführender, während Spanien durch sein schlechtes Abschneiden von Platz 1 auf Platz 8 abrutschte. Nach der WM belegten Teilnehmer der Endrunde die ersten 21 Plätze der Weltrangliste. Mit der Ukraine, die in den Playoffs knapp an Frankreich scheiterte und im Juni noch auf Platz 16 lag, folgt auf Platz 22 die erste Mannschaft, die sich nicht für die Endrunde qualifiziert hatte.
| Mannschaft              | Platz (Juni 2014) | Punkte (Juni 2014) | Platz (Juli 2014) | Punkte (Juli 2014) | Veränderung Plätze | Veränderung Punkte | Bemerkung                                                                                         |
| ----------------------- | ----------------- | ------------------ | ----------------- | ------------------ | ------------------ | ------------------ | ------------------------------------------------------------------------------------------------- |
| Deutschland             | 2                 | 1300               | 1                 | 1724               | +1                 | +424               | beste Platzierung seit Februar 1997                                                               |
| Argentinien             | 5                 | 1175               | 2                 | 1606               | +3                 | +431               | beste Platzierung seit September 2013                                                             |
| Niederlande             | 15                | 981                | 3                 | 1496               | +12                | +515               | größter Punktgewinn aller WM-Teilnehmer                                                           |
| Kolumbien               | 8                 | 1137               | 4                 | 1492               | +4                 | +355               |                                                                                                   |
| Belgien                 | 11                | 1074               | 5                 | 1401               | +6                 | +327               | Einstellung des Bestwertes vom Oktober 2013                                                       |
| Uruguay                 | 7                 | 1147               | 6                 | 1330               | +1                 | +182               |                                                                                                   |
| Brasilien               | 3                 | 1242               | 7                 | 1241               | −4                 | −2                 |                                                                                                   |
| Spanien                 | 1                 | 1485               | 8                 | 1229               | −7                 | −256               | schlechteste Platzierung seit Juli 2007, größter Punktverlust aller WM-Teilnehmer                 |
| Schweiz                 | 6                 | 1149               | 9                 | 1216               | −3                 | +67                |                                                                                                   |
| Frankreich              | 17                | 913                | 10                | 1202               | +7                 | +289               | beste Platzierung seit Mai 2010                                                                   |
| Portugal                | 4                 | 1189               | 11                | 1148               | −7                 | −42                |                                                                                                   |
| Chile                   | 14                | 1026               | 12                | 1098               | +2                 | +71                |                                                                                                   |
| Griechenland            | 12                | 1064               | 13                | 1091               | −1                 | +27                |                                                                                                   |
| Italien                 | 9                 | 1104               | 14                | 1056               | −5                 | −48                |                                                                                                   |
| USA                     | 13                | 1035               | 15                | 989                | −2                 | −46                |                                                                                                   |
| Costa Rica              | 28                | 762                | 16                | 986                | +12                | +224               | beste Platzierung seit Bestehen der Weltrangliste                                                 |
| Kroatien                | 18                | 903                | 17                | 955                | +1                 | +52                |                                                                                                   |
| Mexiko                  | 20                | 882                | 18                | 930                | +2                 | +48                |                                                                                                   |
| Bosnien und Herzegowina | 21                | 873                | 19                | 917                | +2                 | +44                |                                                                                                   |
| England                 | 10                | 1090               | 20                | 911                | −10                | −179               | schlechteste Platzierung seit Mai 1996, größter Absturz Englands seit Einführung der Rangliste    |
| Ecuador                 | 26                | 791                | 21                | 901                | +5                 | +110               |                                                                                                   |
| Russland                | 19                | 893                | 23                | 897                | −4                 | +3                 | schlechteste Platzierung seit September 2010                                                      |
| Algerien                | 22                | 858                | 24                | 872                | −2                 | +15                |                                                                                                   |
| Elfenbeinküste          | 23                | 809                | 25                | 850                | −2                 | +41                | schlechteste Platzierung seit März 2011                                                           |
| Nigeria                 | 44                | 640                | 34                | 664                | +10                | +24                |                                                                                                   |
| Ghana                   | 37                | 704                | 38                | 642                | −1                 | −62                |                                                                                                   |
| Honduras                | 33                | 731                | 40                | 637                | −7                 | −94                |                                                                                                   |
| Japan                   | 46                | 626                | 45                | 604                | +1                 | −22                |                                                                                                   |
| Iran                    | 43                | 641                | 49                | 563                | −6                 | −78                |                                                                                                   |
| Kamerun                 | 56                | 558                | 53                | 520                | +3                 | −38                |                                                                                                   |
| Südkorea                | 57                | 547                | 56                | 501                | +1                 | −46                |                                                                                                   |
| Australien              | 62                | 526                | 76                | 397                | −14                | −129               | größter Absturz Australiens seit Einführung der Rangliste, schlechteste Platzierung seit Mai 2004 |

Quelle der Werte (Zahlen gerundet, daher kann es Abweichungen bei den Differenzen geben, die auf Basis der ungerundeten Werte berechnet wurden): FIFA

## Sonstiges
- Erstmals trafen mit Spanien und den Niederlanden die beiden Finalisten der vorherigen WM bereits in der Vorrunde aufeinander. Das Spiel wurde von den Niederländern mit 5:1 gewonnen. Dies ist der höchste Sieg gegen einen Titelverteidiger (zuvor Frankreich–Deutschland 6:3 im Spiel um Platz 3 1958 und Frankreich–Brasilien 3:0 im Finale 1998).
- Mit England, Italien und Uruguay trafen erstmals drei ehemalige Weltmeister in der Gruppenphase aufeinander.
- Erstmals nahmen acht Länder teil, die bereits einmal Weltmeister waren. Somit waren alle bisherigen Weltmeister bei dem Turnier vertreten.
- Erstmals nahmen fünf aktuelle Kontinentalmeister teil. Keiner erreichte das Viertelfinale. Zwei (Spanien/Europa und Japan/Asien) schieden in der Vorrunde aus und drei (Nigeria/Afrika, Uruguay/Südamerika und USA/Mittel- und Nordamerika) schieden im Achtelfinale aus. Der Ozeanienmeister Tahiti war nicht qualifiziert.
- Nur 1930 nahmen mehr (7) südamerikanische Mannschaften teil.
- In der Vorrunde trafen nur mit Frankreich und der Schweiz zwei Länder aufeinander, die geografisch Nachbarn sind. Auch im Achtelfinale gab es kein Nachbarduell. Im Viertelfinale trafen dann Frankreich und Deutschland sowie Brasilien und Kolumbien aufeinander.
- Die WM-erfahrensten Länder, die sich nicht für die Endrunde qualifiziert hatten, waren Schweden und Serbien (inkl. der WM-Teilnahmen Jugoslawiens) mit je 11 Teilnahmen.
- Bosnien und Herzegowina war das einzige Land, das zum ersten Mal für eine Endrunde qualifiziert war. Das Land war jedoch als Teil Jugoslawiens bereits bei acht WM-Turnieren vertreten, zuletzt 1990, als der derzeitige bosnische Trainer Safet Sušić im jugoslawischen Kader war und fünf Einsätze hatte.
- Für alle übrigen Länder war es mindestens die dritte Teilnahme. Die längste WM-Abstinenz hatte dabei Kolumbien hinter sich, das zuletzt 1998 qualifiziert war.
- Aus Afrika hatten sich dieselben fünf Länder qualifiziert wie bei der vorangegangenen WM: Algerien, Elfenbeinküste, Ghana, Kamerun und Nigeria. Zusätzlich nahm damals noch Gastgeber Südafrika teil.
- Das kleinste Teilnehmerland dieser WM (nach Fläche) war Belgien, das größte Russland. Die beiden Mannschaften trafen in der Gruppenphase aufeinander. Auch 2010 trafen das kleinste und größte Teilnehmerland (damals Slowenien und die USA) in der Gruppenphase aufeinander.
- Erstmals kamen das Freistoßspray und eine Torlinientechnik zur Anwendung. Die Torlinientechnik wurde im Spiel zwischen Frankreich und Honduras für die Entscheidung über das zweite Tor herangezogen.
- Erstmals gewann eine europäische Mannschaft eine auf dem amerikanischen Kontinent ausgetragene Fußball-Weltmeisterschaft.
- Erstmals gewann eine Konföderation (UEFA) dreimal hintereinander den Titel: nach Italien 2006 und Spanien 2010 folgte Deutschland.
- Zum dritten Mal in Folge ging das Finale in die Verlängerung.
- Erstmals belegten zwei europäische Mannschaften Platz 1 und 3, zwei südamerikanische Mannschaften Platz 2 und 4.
- Erstmals seitdem 23 Spieler nach Regeländerung im Jahr 2002 zum Kader gehören, hat mit den Niederlanden eine Mannschaft alle Spieler eingesetzt. Der letzte Spieler des Kaders, Ersatztorhüter Michel Vorm wurde in der dritten Minute der Nachspielzeit des Spiels um Platz 3 eingewechselt.
- Erstmals wurden im Finale fünf Spieler eingesetzt, die mehr als 100 Länderspiele bestritten haben: Miroslav Klose (137. Spiel, Spieler mit den meisten Länderspielen, der jemals in einem WM-Finale stand), Philipp Lahm (113. und letztes Länderspiel), Bastian Schweinsteiger (108.), Javier Mascherano (105.) und Per Mertesacker (104. und letztes Länderspiel)
- Deutschland bestritt nur zwei Partien (von insgesamt sieben in der Endrunde) gegen europäische Mannschaften – so wenige wie zuvor nur Uruguay bei seinen beiden WM-Titeln 1930 und 1950 von jeweils vier Endrundenspielen.
- Deutschland erzielte zum dritten Mal nacheinander die meisten Tore.

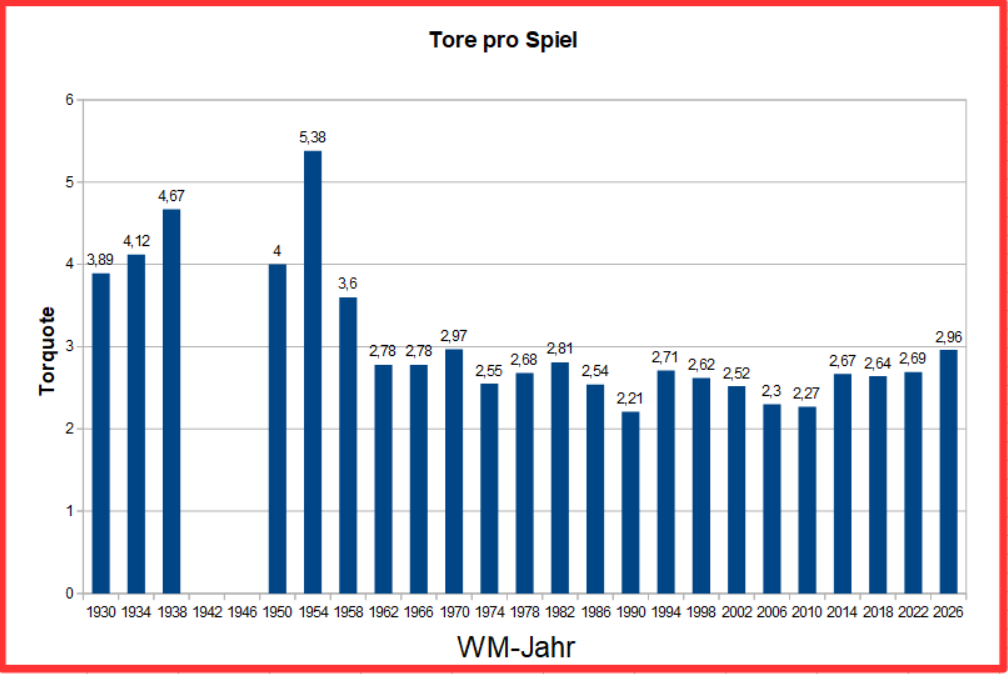
Torquoten der WM-Endrunden

- Erstmals seit 1994 wurden wieder mehr Tore pro Spiel geschossen als bei der vorherigen WM.
- Erstmals seit 1998 konnten alle Teilnehmer ein Tor erzielen.

## Fortlaufende Rangliste
| Rang | Mannschaft                                                      | Teilnahmen | Spiele | Siege | Unentschieden | Niederlagen | Tore    | Tordifferenz | Punkte |
| ---- | --------------------------------------------------------------- | ---------- | ------ | ----- | ------------- | ----------- | ------- | ------------ | ------ |
| 1    | Brasilien (=)                                                   | 20         | 104    | 70    | 17            | 17          | 221:102 | +119         | 227    |
| 2    | Deutschland (=)                                                 | 18         | 106    | 66    | 20            | 20          | 224:121 | +103         | 218    |
| 3    | Italien (=)                                                     | 18         | 83     | 45    | 21            | 17          | 128:77  | +51          | 156    |
| 4    | Argentinien (=)                                                 | 16         | 77     | 42    | 14            | 21          | 131:84  | +47          | 140    |
| 5    | Spanien ↑1                                                      | 14         | 56     | 29    | 12            | 18          | 92:66   | +26          | 99     |
| 6    | England ↓1                                                      | 14         | 62     | 26    | 20            | 16          | 79:56   | +23          | 98     |
| 7    | Frankreich (=)                                                  | 14         | 59     | 28    | 12            | 19          | 106:71  | +35          | 96     |
| 8    | Niederlande (=)                                                 | 10         | 50     | 27    | 12            | 11          | 86:48   | +38          | 93     |
| 9    | Uruguay (=)                                                     | 12         | 51     | 20    | 12            | 19          | 80:71   | +9           | 72     |
| 10   | Schweden (=)                                                    | 11         | 46     | 16    | 13            | 17          | 74:69   | +5           | 61     |
| 11   | Sowjetunion/ Russland ↑1                                        | 10         | 40     | 17    | 8             | 15          | 66:47   | +19          | 59     |
| 12   | Jugoslawien/ BR Jugoslawien/ Serbien und Montenegro/ Serbien ↓1 | 11         | 43     | 17    | 8             | 18          | 64:59   | +5           | 59     |
| 13   | Mexiko ↑1                                                       | 15         | 53     | 14    | 14            | 25          | 57:92   | −35          | 56     |
| 14   | Belgien ↑5                                                      | 12         | 41     | 14    | 9             | 18          | 52:66   | −14          | 51     |
| 15   | Polen ↓2                                                        | 7          | 31     | 15    | 5             | 11          | 44:40   | +4           | 50     |
| 16   | Ungarn ↓1                                                       | 9          | 32     | 15    | 3             | 14          | 87:57   | +30          | 48     |
| 17   | Portugal ↓1                                                     | 6          | 26     | 13    | 4             | 9           | 43:29   | +14          | 43     |
| 18   | Tschechoslowakei/ Tschechien ↓2                                 | 9          | 33     | 12    | 5             | 16          | 47:49   | −2           | 41     |
| 19   | Österreich ↓2                                                   | 7          | 29     | 12    | 4             | 13          | 43:47   | −4           | 40     |
| 20   | Chile (=)                                                       | 9          | 33     | 11    | 7             | 15          | 40:49   | −9           | 40     |
| 21   | Schweiz (=)                                                     | 10         | 33     | 11    | 6             | 16          | 45:59   | −14          | 39     |
| 22   | Paraguay (=)                                                    | 8          | 27     | 7     | 10            | 10          | 30:38   | −1           | 31     |
| 23   | Vereinigte Staaten ↑2                                           | 10         | 33     | 8     | 6             | 19          | 37:62   | −25          | 30     |
| 24   | Rumänien ↓1                                                     | 7          | 21     | 8     | 5             | 8           | 30:32   | −2           | 29     |
| 25   | Dänemark ↓1                                                     | 4          | 16     | 8     | 2             | 6           | 27:24   | +1           | 26     |
| 26   | Südkorea (=)                                                    | 9          | 31     | 5     | 9             | 17          | 31:67   | −36          | 24     |
| 27   | Kroatien (=)                                                    | 4          | 16     | 7     | 2             | 7           | 21:17   | +4           | 23     |
| 28   | Kolumbien ↑10                                                   | 5          | 18     | 7     | 2             | 9           | 26:27   | −1           | 23     |
| 29   | Costa Rica ↑12                                                  | 4          | 15     | 5     | 4             | 6           | 17:23   | −6           | 19     |
| 30   | Schottland ↓2                                                   | 8          | 23     | 4     | 7             | 12          | 25:41   | −16          | 19     |
| 31   | Kamerun ↓2                                                      | 7          | 23     | 4     | 7             | 12          | 18:43   | −25          | 19     |
| 32   | Nigeria ↑4                                                      | 5          | 18     | 5     | 3             | 10          | 20:26   | −6           | 18     |
| 33   | Bulgarien ↓3                                                    | 7          | 26     | 3     | 8             | 15          | 22:53   | −31          | 17     |
| 34   | Türkei ↓3                                                       | 2          | 10     | 5     | 1             | 4           | 20:17   | +3           | 16     |
| 35   | Japan ↓3                                                        | 5          | 17     | 4     | 4             | 9           | 14:22   | −8           | 16     |
| 36   | Ghana ↓1                                                        | 3          | 12     | 4     | 3             | 5           | 13:16   | −3           | 15     |
| 37   | Peru ↓4                                                         | 4          | 15     | 4     | 3             | 8           | 19:31   | −12          | 15     |
| 38   | Irland ↓4                                                       | 3          | 13     | 2     | 8             | 3           | 10:10   | ±0           | 14     |
| 39   | Nordirland ↓2                                                   | 3          | 13     | 3     | 5             | 5           | 13:23   | −10          | 14     |
| 40   | Ecuador ↑2                                                      | 3          | 10     | 4     | 1             | 5           | 10:11   | −1           | 13     |
| 41   | Algerien ↑6                                                     | 4          | 13     | 3     | 3             | 7           | 13:19   | −6           | 12     |
| 42   | Elfenbeinküste ↑7                                               | 3          | 9      | 3     | 1             | 5           | 13:14   | −1           | 10     |
| 43   | Südafrika ↓4                                                    | 3          | 9      | 2     | 4             | 3           | 11:16   | −5           | 10     |
| 44   | Marokko ↓4                                                      | 4          | 13     | 2     | 4             | 7           | 12:18   | −6           | 10     |
| 45   | Norwegen ↓2                                                     | 3          | 8      | 2     | 3             | 3           | 7:8     | −1           | 9      |
| 46   | Australien ↓2                                                   | 4          | 13     | 2     | 3             | 8           | 11:26   | −15          | 9      |
| 47   | Senegal ↓2                                                      | 1          | 5      | 2     | 2             | 1           | 7:6     | +1           | 8      |
| 48   | DDR ↓2                                                          | 1          | 6      | 2     | 2             | 2           | 5:5     | ±0           | 8      |
| 49   | Griechenland ↑12                                                | 3          | 10     | 2     | 2             | 6           | 5:20    | −15          | 8      |
| 50   | Saudi-Arabien ↓2                                                | 4          | 13     | 2     | 2             | 9           | 9:32    | −23          | 8      |
| 51   | Ukraine ↓1                                                      | 1          | 5      | 2     | 1             | 2           | 5:7     | −2           | 7      |
| 52   | Tunesien ↓1                                                     | 4          | 12     | 1     | 4             | 7           | 8:17    | −9           | 7      |
| 53   | Wales ↓1                                                        | 1          | 5      | 1     | 3             | 1           | 4:4     | ±0           | 6      |
| 54   | Iran ↓1                                                         | 4          | 12     | 1     | 3             | 8           | 7:22    | −15          | 6      |
| 55   | Slowakei ↓1                                                     | 1          | 4      | 1     | 1             | 2           | 5:7     | −2           | 4      |
| 56   | Slowenien ↓1                                                    | 2          | 6      | 1     | 1             | 4           | 5:10    | −5           | 4      |
| 57   | Kuba ↓1                                                         | 1          | 3      | 1     | 1             | 1           | 5:12    | −7           | 4      |
| 58   | Nordkorea ↓1                                                    | 2          | 7      | 1     | 1             | 5           | 6:21    | −15          | 4      |
| 59   | Bosnien und Herzegowina (N)                                     | 1          | 3      | 1     | 0             | 2           | 4:4     | ±0           | 3      |
| 60   | Jamaika↓1                                                       | 1          | 3      | 1     | 0             | 2           | 3:9     | −6           | 3      |
| 61   | Neuseeland ↓1                                                   | 2          | 6      | 0     | 3             | 3           | 4:14    | −10          | 3      |
| 62   | Honduras ↓4                                                     | 3          | 9      | 0     | 3             | 6           | 3:14    | −11          | 3      |
| 63   | Angola ↓1                                                       | 1          | 3      | 0     | 2             | 1           | 1:2     | −1           | 2      |
| 64   | Israel ↓1                                                       | 1          | 3      | 0     | 2             | 1           | 1:3     | −2           | 2      |
| 65   | Ägypten ↓1                                                      | 2          | 4      | 0     | 2             | 2           | 3:6     | −3           | 2      |
| 66   | Kuwait ↓1                                                       | 1          | 3      | 0     | 1             | 2           | 2:6     | −4           | 1      |
| 67   | Trinidad und Tobago ↓1                                          | 1          | 3      | 0     | 1             | 2           | 0:4     | −4           | 1      |
| 68   | Bolivien ↓1                                                     | 3          | 5      | 0     | 1             | 4           | 1:20    | −19          | 1      |
| 69   | Irak ↓1                                                         | 1          | 3      | 0     | 0             | 3           | 1:4     | −3           | 0      |
| 70   | Togo ↓1                                                         | 1          | 3      | 0     | 0             | 3           | 1:6     | −5           | 0      |
| 71   | Kanada ↓1                                                       | 1          | 3      | 0     | 0             | 3           | 0:5     | −5           | 0      |
| 72   | Niederländisch-Indien ↓1                                        | 1          | 1      | 0     | 0             | 1           | 0:6     | −6           | 0      |
| 73   | Vereinigte Arabische Emirate ↓1                                 | 1          | 3      | 0     | 0             | 3           | 2:11    | −9           | 0      |
| 74   | Volksrepublik China ↓1                                          | 1          | 3      | 0     | 0             | 3           | 0:9     | −9           | 0      |
| 75   | Haiti ↓1                                                        | 1          | 3      | 0     | 0             | 3           | 2:14    | −12          | 0      |
| 76   | Zaire ↓1                                                        | 1          | 3      | 0     | 0             | 3           | 0:14    | −14          | 0      |
| 77   | El Salvador ↓1                                                  | 2          | 3      | 0     | 0             | 6           | 1:22    | −21          | 0      |

- Anmerkung: Kursiv gesetzte Mannschaften waren 2014 nicht dabei, die fett gesetzte Mannschaft gewann das Turnier
- Quelle: Kicker Sonderheft zur WM 2018 (ISSN 0948-7948)